# واشینگتن (ویرجینیا)
واشینگتن (به انگلیسی: Washington) یک منطقهٔ مسکونی در ایالات متحده آمریکا است که در شهرستان راپاناک، ویرجینیا واقع شده‌است. واشینگتن ۰٫۶۸ کیلومتر مربع مساحت و ۸۶ نفر جمعیت دارد و ۲۰۷٫۸۸ متر بالاتر از سطح دریا واقع شده‌است.